# Coloso (Chile)
La Caleta Coloso es una aldea chileno ubicado a unos 15 km al sur de la ciudad de Antofagasta. La única vía de acceso para el sector es la Avenida Jaime Guzmán o también denominada Ruta-1.
En Caleta Coloso se encuentra actualmente el Puerto Coloso (propiedad de Minera Escondida) y una caleta de pescadores artesanales, además de una pequeña población.

## Historia
Coloso nació como un puerto de alternativa del colapsado puerto de Antofagasta, tras la concesión de un permiso para la construcción de un malecón, según un decreto del 25 de septiembre de 1902. En este nuevo puerto se embarcarían los cargamentos producidos en el cantón Aguas Blancas, que ascendían a los 33.000 quintales métricos mensuales.
En 1902 fue inaugurada la extensión del ferrocarril salitrero desde Caleta Coloso a las oficinas dentro del cantón Aguas Blancas. En 1905 se construyó el muelle para la exportación del salitre.
En 1907 la población de Caleta Coloso superaba los 2.000 habitantes, hasta llegar a un auge posteriormente, de 5.000 personas.
El 19 de mayo de 1908 se instaló el primer Cuerpo de Bomberos de Caleta Coloso, entidad que contaba con cuarenta y cinco voluntarios.
Durante su época de apogeo, esta localidad era el tercer puerto salitrero del país en movimiento (tras Tocopilla y Taltal) y contaba con dos escuelas, una plaza, un cine, un cuartel de policía, una pulpería, un hotel, servicio de alumbrado público, servicio de agua potable y servicio telefónico, entre otros.
La caída del precio del salitre, debido a la crisis financiera internacional de 1929, afectó fuertemente al puerto de Caleta Coloso. Posteriormente, la construcción del nuevo puerto de Antofagasta, el 25 de septiembre de 1932, obligó a la venta de la caleta, adquirida por el empresario Robert Bell, quien posteriormente desmanteló y vendió las instalaciones portuarias de Caleta Coloso en ese mismo año.
Desde el 5 de diciembre de 2001 al 25 de julio de 2002 se inició la remodelación de la infraestructura portuaria de Caleta Coloso, por un monto total de $ 287.442.430 (correspondiente a fondos sectoriales y de Minera Escondida). La remodelación contempló la construcción de un nuevo muelle para los pescadores artesanales y la construcción de un rompeolas de roca, además de la pavimentación y habilitación de un nuevo acceso al puerto de Minera Escondida.

## Demografía
Según los datos recolectados en el Censo del Instituto Nacional de Estadísticas realizado el año 2017, la aldea posee una población de 401 habitantes, de los cuales 180 son mujeres y 221 hombres, número correspondiente tanto a los residentes del sector como a la población flotante respectiva (trabajadores). Son 116 las viviendas contabilizadas en el mismo informe.